# 인재뉴약
인재뉴약(人在紐約, Full Moon In New York)은 홍콩에서 제작된 관금붕 감독의 1989년 드라마 영화이다. 장만옥 등이 주연으로 출연하였다.

## 출연

### 주연
- 장만옥
- 실비아 창

### 조연
- 스친가오와
- 가일정
- 고미화
- 여훤
- 빈센트 J. 마젤라